# UGC 2140
UGC 2140 è una galassia irregolare situata nella costellazione dell'Ariete alla distanza di circa 170 milioni di anni luce dalla Terra.
La galassia era precedentemente descritta come parte di un gruppo compatto di galassie del tipo Hickson Compact Group denominato HCG 18. In uno studio del 1999 si è chiarito che si tratta in realtà di una grande galassia irregolare con molteplici aree circoscritte di formazione stellare. Tuttavia in molti database viene ancora associata in un unico gruppo insieme ad altre 3 galassie: PGC 10042, PGC 10043 e MCG +03-07-038.